# Benoît Assou-Ekotto
Benoît Pierre David Assou-Ekotto (Arras, 24 marzo 1984) è un ex calciatore camerunese, di ruolo difensore.

## Biografia
Ha un fratello maggiore, di nome Mathieu, ex calciatore (ritiratosi nel 2012). I due hanno passato parte delle giovanili insieme con la maglia del Lens. Francese di nascita, ha origini camerunensi grazie al padre.
È ambasciatore dello Standard Disposessed Found, fondo di beneficenza dello stesso giornale londinese. Nel corso della sua esperienza al Tottenham era solito spostarsi in metro.
Spesso è stato criticato dalla stampa per la sua visione riguardo al calcio:
(Assou-Ekotto, in un'intervista rilasciata alla stampa inglese.)

## Caratteristiche tecniche
Terzino sinistro di spinta - forte fisicamente - era dotato di una notevole velocità. Tra le sue doti spiccavano la rapidità nelle ripartenze, la precisione nei cross, la lettura del gioco avversario (caratteristica che ha affinato nel corso degli anni, insieme al senso della posizione) e un'ottima capacità di muoversi tra le linee.
Esprimeva al meglio le sue doti in una difesa a quattro - coadiuvato da un'ala veloce - dove aveva la possibilità di spingersi lungo la fascia mancina.

## Carriera

### Club
Muove i suoi primi passi nel settore giovanile del Lens assieme al fratello Mathieu, in cui approda all'età di 10 anni. Esordisce in prima squadra il 28 marzo 2004 contro il PSG. Nel 2005 - dopo aver vinto la Coppa Intertoto - prende parte alla Coppa UEFA, dove i francesi vengono eliminati ai sedicesimi dall'Udinese.
Il 9 giugno 2006 il Tottenham se ne assicura le prestazioni sportive. Partito inizialmente come riserva di Lee Young-Pyo, con il passare delle giornate riesce a scavalcarlo nelle gerarchie e a imporsi come titolare. In seguito si sottopone ad un intervento di pulizia cartilaginea che ne preclude l'utilizzo.

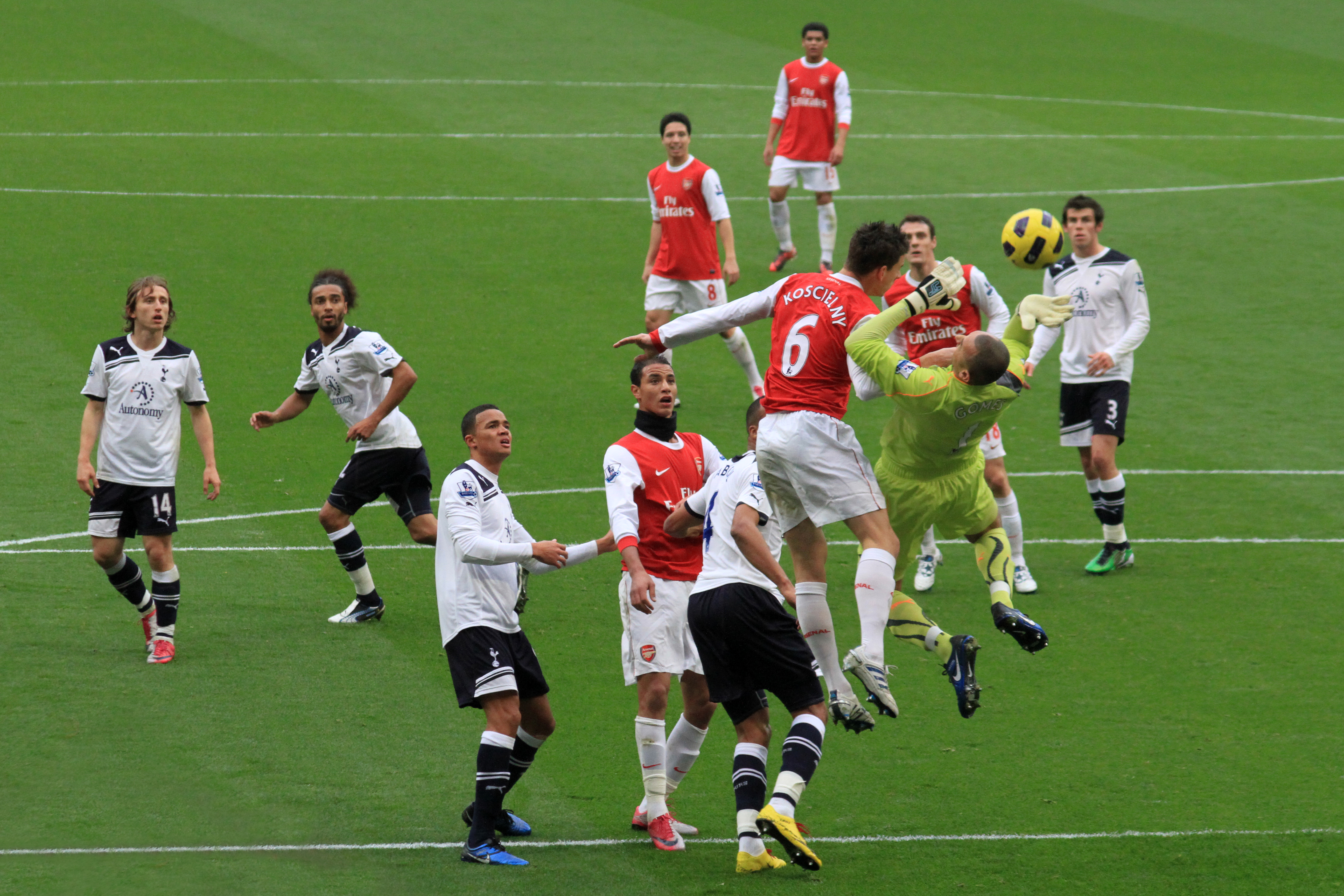
Assou-Ekotto (a sinistra, al fianco di Luka Modrić) nel corso del North London Derby del 2010.

Ripresosi dall'infortunio, subisce una ricaduta che lo costringe ad una nuova operazione che lo tiene fuori tutto l'anno, compromettendone il proseguimento di carriera.
Mette a segno la sua prima rete con gli Spurs il 16 agosto 2009 contro il Liverpool con un tiro dalla distanza. Il 19 agosto 2009 rinnova il proprio contratto fino al 2013. Nel corso della stagione il tecnico Harry Redknapp - per favorire l'adattamento di Gareth Bale - ne cambia la posizione adattandolo a terzino, in modo da favorire entrambi.
Il 14 settembre 2010 esordisce - da titolare - in UEFA Champions League, durante la partita disputata contro il Werder Brema. In precedenza aveva preso parte agli incontri preliminari della competizione.
Il 26 novembre 2010 si accorda per altre cinque stagioni con gli Spurs.
Il 2 settembre 2013 passa in prestito al QPR, squadra militante in Championship. Qui ritrova Harry Redknapp, suo allenatore al Tottenham tra il 2008 e il 2012. Esordisce con i londinesi il 18 settembre contro il Brighton & Hove, sostituendo Nedum Onuoha al 23'. Autore di prestazioni altalenanti, nel corso della sua esperienza agli Hoops - culminata con il ritorno in Premier League - non riesce a esprimersi sui suoi livelli.
Fuori dai progetti tecnici degli Spurs - anche a causa dell'elevato ingaggio percepito dal laterale sinistro - il 2 febbraio 2015 rescinde il contratto che lo legava alla società londinese, rimanendo svincolato.
Il 30 giugno 2015 si lega per mezzo di un contratto annuale al Saint-Étienne, in Francia. Esordisce con i francesi il 30 luglio contro il Târgu Mureș (vittoria per 0-3), partita valida per i preliminari di Europa League. Viene sostituito al 61' da Jonathan Brison.
Il 16 agosto 2016 firma per una stagione con il Metz.

### Nazionale
(Assou-Ekotto, in un'intervista rilasciata al The Guardian il 30 aprile 2010 riguardo alla decisione di indossare la maglia dei Leoni Indomabili.)
Esordisce con la selezione dei Leoni Indomabili l'11 febbraio 2009 in Camerun-Guinea (3-1). Incluso tra i convocati che prenderanno parte alla Coppa d'Africa 2010, a pochi giorni dalla manifestazione è costretto a dare forfait a causa di un infortunio all'inguine rimediato in un incontro con il Tottenham.

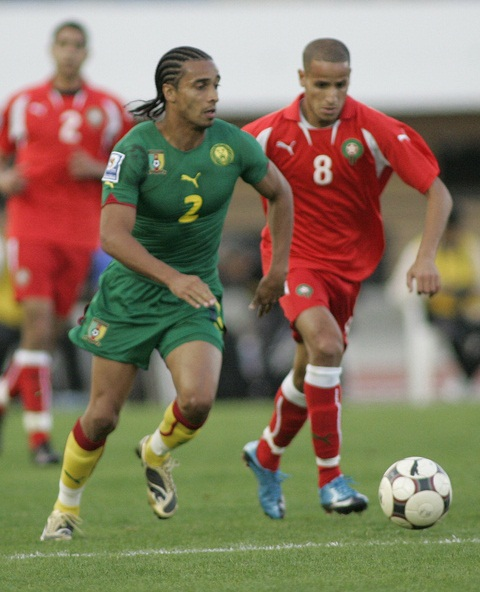
Assou-Ekotto in azione nella sfida disputata contro il Marocco.

Il 3 giugno 2010 viene incluso dal CT Paul Le Guen tra i 23 convocati che prenderanno parte ai Mondiali 2010, disputati in Sudafrica. Esordisce nella competizione il 14 giugno contro il Giappone (1-0 per i nipponici). La selezione africana verrà eliminata al termine della fase a gironi.
Prende parte ai Mondiali 2014 in Brasile. Il 18 giugno rifila - a pochi istanti dal termine della sfida persa 4-0 contro la Croazia - una testata al compagno di squadra Moukandjo. In seguito a questo gesto il calciatore non viene più convocato in nazionale.

## Statistiche

### Presenze e reti nei club
Statistiche aggiornate al 7 gennaio 2018.
| Stagione         | Squadra          | Campionato       | Campionato | Campionato | Coppe nazionali | Coppe nazionali | Coppe nazionali | Coppe continentali | Coppe continentali | Coppe continentali | Altre coppe | Altre coppe | Altre coppe | Totale | Totale |
| Stagione         | Squadra          | Comp             | Pres       | Reti       | Comp            | Pres            | Reti            | Comp               | Pres               | Reti               | Comp        | Pres        | Reti        | Pres   | Reti   |
| ---------------- | ---------------- | ---------------- | ---------- | ---------- | --------------- | --------------- | --------------- | ------------------ | ------------------ | ------------------ | ----------- | ----------- | ----------- | ------ | ------ |
| 2003-2004        | Lens             | L1               | 3          | 0          | CF+CdL          | 0               | 0               | CU                 | 0                  | 0                  | -           | -           | -           | 3      | 0      |
| 2004-2005        | Lens             | L1               | 29         | 1          | CF+CdL          | 2+3             | 0               | -                  | -                  | -                  | -           | -           | -           | 34     | 1      |
| 2005-2006        | Lens             | L1               | 35         | 0          | CF+CdL          | 2+1             | 0               | Int+CU             | 7+7                | 0                  | -           | -           | -           | 52     | 0      |
| Totale Lens      | Totale Lens      | Totale Lens      | 67         | 1          |                 | 8               | 0               |                    | 14                 | 0                  |             | -           | -           | 89     | 1      |
| 2006-2007        | Tottenham        | PL               | 16         | 0          | FACup+CdL       | 1+3             | 0               | CU                 | 5                  | 0                  | -           | -           | -           | 25     | 0      |
| 2007-2008        | Tottenham        | PL               | 1          | 0          | FACup+CdL       | 0               | 0               | CU                 | 1                  | 0                  | -           | -           | -           | 2      | 0      |
| 2008-2009        | Tottenham        | PL               | 29         | 0          | FACup+CdL       | 1+4             | 0               | CU                 | 2                  | 0                  | -           | -           | -           | 36     | 0      |
| 2009-2010        | Tottenham        | PL               | 30         | 1          | FACup+CdL       | 3+1             | 0               | -                  | -                  | -                  | -           | -           | -           | 34     | 1      |
| 2010-2011        | Tottenham        | PL               | 30         | 0          | FACup+CdL       | 2+1             | 0               | UCL                | 12                 | 0                  | -           | -           | -           | 45     | 0      |
| 2011-2012        | Tottenham        | PL               | 34         | 2          | FACup+CdL       | 2+1             | 0               | UEL                | 3                  | 0                  | -           | -           | -           | 40     | 2      |
| 2012-2013        | Tottenham        | PL               | 15         | 1          | FACup+CdL       | 2+0             | 0               | UEL                | 5                  | 0                  | -           | -           | -           | 22     | 1      |
| 2013-2014        | QPR              | FLC              | 31         | 0          | FACup+CdL       | 1+0             | 0               | -                  | -                  | -                  | -           | -           | -           | 32     | 0      |
| 2014-2015        | Tottenham        | PL               | -          | -          | FACup+CdL       | -               | -               | UEL                | -                  | -                  | -           | -           | -           | -      | -      |
| Totale Tottenham | Totale Tottenham | Totale Tottenham | 155        | 4          |                 | 21              | 0               |                    | 28                 | 0                  |             | -           | -           | 204    | 4      |
| 2015-2016        | Saint-Étienne    | L1               | 20         | 0          | CF+CdL          | 1+0             | 0               | UEL                | 7                  | 0                  | -           | -           | -           | 28     | 0      |
| 2016-2017        | Metz             | L1               | 18         | 0          | CF+CdL          | 1+1             | 0               | -                  | -                  | -                  | -           | -           | -           | 20     | 0      |
| 2017-2018        | Metz             | L1               | 13         | 0          | CF+CdL          | 1+2             | 0               | -                  | -                  | -                  | -           | -           | -           | 16     | 0      |
| Totale Metz      | Totale Metz      | Totale Metz      | 31         | 0          |                 | 5               | 0               |                    | -                  | -                  |             | -           | -           | 36     | 0      |
| Totale carriera  | Totale carriera  | Totale carriera  | 304        | 5          |                 | 36              | 0               |                    | 49                 | 0                  |             | -           | -           | 389    | 5      |

### Cronologia presenze e reti in Nazionale
| Cronologia completa delle presenze e delle reti in nazionale ― Camerun | Cronologia completa delle presenze e delle reti in nazionale ― Camerun | Cronologia completa delle presenze e delle reti in nazionale ― Camerun | Cronologia completa delle presenze e delle reti in nazionale ― Camerun | Cronologia completa delle presenze e delle reti in nazionale ― Camerun | Cronologia completa delle presenze e delle reti in nazionale ― Camerun | Cronologia completa delle presenze e delle reti in nazionale ― Camerun | Cronologia completa delle presenze e delle reti in nazionale ― Camerun |
| Data                                                                   | Città                                                                  | In casa                                                                | Risultato                                                              | Ospiti                                                                 | Competizione                                                           | Reti                                                                   | Note                                                                   |
| ---------------------------------------------------------------------- | ---------------------------------------------------------------------- | ---------------------------------------------------------------------- | ---------------------------------------------------------------------- | ---------------------------------------------------------------------- | ---------------------------------------------------------------------- | ---------------------------------------------------------------------- | ---------------------------------------------------------------------- |
| 11-2-2009                                                              | Bondoufle                                                              | Camerun                                                                | 3 – 1                                                                  | Guinea                                                                 | Amichevole                                                             | -                                                                      |                                                                        |
| 28-3-2009                                                              | Accra                                                                  | Togo                                                                   | 1 – 0                                                                  | Camerun                                                                | Qual. Mondiali 2010                                                    | -                                                                      |                                                                        |
| 5-9-2009                                                               | Libreville                                                             | Gabon                                                                  | 0 – 2                                                                  | Camerun                                                                | Qual. Mondiali 2010                                                    | -                                                                      | 45’                                                                    |
| 9-9-2009                                                               | Yaoundé                                                                | Camerun                                                                | 2 – 1                                                                  | Gabon                                                                  | Qual. Mondiali 2010                                                    | -                                                                      | 61’                                                                    |
| 14-11-2009                                                             | Fes                                                                    | Marocco                                                                | 0 – 2                                                                  | Camerun                                                                | Qual. Mondiali 2010                                                    | -                                                                      |                                                                        |
| 29-5-2010                                                              | Klagenfurt                                                             | Slovacchia                                                             | 1 – 1                                                                  | Camerun                                                                | Amichevole                                                             | -                                                                      |                                                                        |
| 1-6-2010                                                               | Covilhã                                                                | Portogallo                                                             | 3 – 1                                                                  | Camerun                                                                | Amichevole                                                             | -                                                                      |                                                                        |
| 5-6-2010                                                               | Belgrado                                                               | Serbia                                                                 | 4 – 3                                                                  | Camerun                                                                | Amichevole                                                             | -                                                                      | 46’                                                                    |
| 14-6-2010                                                              | Bloemfontein                                                           | Giappone                                                               | 1 – 0                                                                  | Camerun                                                                | Mondiali 2010 - 1º turno                                               | -                                                                      |                                                                        |
| 19-6-2010                                                              | Pretoria                                                               | Camerun                                                                | 1 – 2                                                                  | Danimarca                                                              | Mondiali 2010 - 1º turno                                               | -                                                                      |                                                                        |
| 24-6-2010                                                              | Città del Capo                                                         | Camerun                                                                | 1 – 2                                                                  | Paesi Bassi                                                            | Mondiali 2010 - 1º turno                                               | -                                                                      |                                                                        |
| 11-8-2010                                                              | Stettino                                                               | Polonia                                                                | 0 – 3                                                                  | Camerun                                                                | Amichevole                                                             | -                                                                      |                                                                        |
| 4-9-2010                                                               | Pamplemousses                                                          | Mauritius                                                              | 1 – 3                                                                  | Camerun                                                                | Qual. Coppa d'Africa 2012                                              | -                                                                      |                                                                        |
| 9-10-2010                                                              | Garoua                                                                 | Camerun                                                                | 1 – 1                                                                  | RD del Congo                                                           | Qual. Coppa d'Africa 2012                                              | -                                                                      | 70’                                                                    |
| 26-3-2011                                                              | Dakar                                                                  | Senegal                                                                | 1 – 0                                                                  | Camerun                                                                | Qual. Coppa d'Africa 2012                                              | -                                                                      |                                                                        |
| 6-2-2013                                                               | Dar es Salaam                                                          | Tanzania                                                               | 1 – 0                                                                  | Camerun                                                                | Amichevole                                                             | -                                                                      |                                                                        |
| 23-3-2013                                                              | Yaoundé                                                                | Camerun                                                                | 2 – 1                                                                  | Togo                                                                   | Qual. Mondiali 2014                                                    | -                                                                      |                                                                        |
| 9-8-2013                                                               | Libreville                                                             | Gabon                                                                  | 1 – 0                                                                  | Camerun                                                                | Amichevole                                                             | -                                                                      |                                                                        |
| 17-11-2013                                                             | Yaoundé                                                                | Camerun                                                                | 4 – 1                                                                  | Tunisia                                                                | Qual. Mondiali 2014                                                    | -                                                                      |                                                                        |
| 5-3-2014                                                               | Leiria                                                                 | Portogallo                                                             | 5 – 1                                                                  | Camerun                                                                | Amichevole                                                             | -                                                                      |                                                                        |
| 1-6-2014                                                               | Mönchengladbach                                                        | Germania                                                               | 2 – 2                                                                  | Camerun                                                                | Amichevole                                                             | -                                                                      | 58’                                                                    |
| 7-6-2014                                                               | Yaoundé                                                                | Camerun                                                                | 1 – 0                                                                  | Moldavia                                                               | Amichevole                                                             | -                                                                      | 46’                                                                    |
| 13-6-2014                                                              | Natal                                                                  | Messico                                                                | 1 – 0                                                                  | Camerun                                                                | Mondiali 2014 - 1º turno                                               | -                                                                      |                                                                        |
| 18-6-2014                                                              | Manaus                                                                 | Camerun                                                                | 0 – 4                                                                  | Croazia                                                                | Mondiali 2014 - 1º turno                                               | -                                                                      |                                                                        |
| Totale                                                                 |                                                                        | Presenze                                                               | 24                                                                     |                                                                        | Reti                                                                   | 0                                                                      |                                                                        |

## Palmarès

### Club

#### Competizioni nazionali
- Coppa di Lega inglese: 1

Tottenham: 2007-2008

#### Competizioni internazionali
- Coppa Intertoto UEFA: 1

Lens: 2005